# 佩韋峰
78°2′S 163°40′E / 78.033°S 163.667°E
佩韋峰是南極洲的山峰，位於維多利亞地的斯科特海岸，處於喬伊斯冰川以南，海拔高度860米，以冰川地理學家命名，現時由南極條約體系管理。